# عائلة أباظة

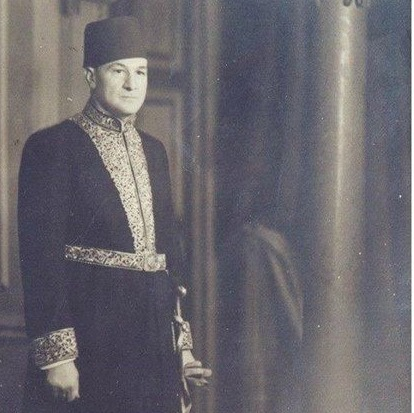
عزيز باشا أباظة، شاعر ومحافظ القليوبية والفيوم ومنطقة قناة السويس

عائلة أباظة أو آل أباظة (باللهجة المصرية: عيلة أباظة)، هي عائلة مصرية لعبت دورًا مؤثرًا في الحياة الثقافية، والاقتصادية، والفكرية، والسياسية في مصر منذ تأسيسها في أواخر القرن الثامن عشر وحتى العصر الحديث.
تُعرف باسم «عائلة الباشاوات»، لكونها تضم أكبر عدد من النبلاء خلال حكم أسرة محمد علي، من القرن التاسع عشر حتى منتصف القرن العشرين. ورغم أن أيًا من أفراد عائلة أباظة لم يتولَّ الحكم أو رئاسة مصر، فقد أشارت بعض وسائل الإعلام المصرية إليهم بوصفهم «من العائلات التي تحكم البلاد»، واعتبرتهم «أقدم سلالة برلمانية في مصر».
ساهمت عائلة أباظة أيضًا في الأدب العربي الحديث والفن، من خلال أعمال الصحفي والناشط السياسي فكري باشا أباظة، المعروف بـ “شيخ الصحافة” ورئيس نقابة الصحفيين، والمؤلف دسوقي بك أباظة، والشاعر عزيز باشا أباظة، والروائي ثروت أباظة، والممثل رشدي أباظة، وغيرهم.
ويُعتَقد أن عدد أفراد الأسرة يبلغ نحو خمسين ألف، إلا أنه لم يُجرَ أي إحصاء رسمي حتى الآن، مما يجعل هذا العدد غير موثوق إلى حد كبير.

## الأصل
تشير المصادر إلى أن عائلة أباظة كانت راسخة في دلتا النيل في أواخر القرن الثامن عشر و تحديداً في الشرقية. مؤسس هذه العائلة هو حسن باشا أباظة  الملقب بـ"شيخ العرب" وقد كان يعطى هذا اللقب لرؤساء العائلات ذات النفوذ والتأثير في ذلك الوقت. ويُعتقد أن سبب تسمية عائلة أباظة بها الاسم يعود إلى جدتهم أو مكان ميلادها، ويعتقد أن سلف تلك الأم قد تزوجت من زعيم أسرة العايد القوية قبل عهد محمد علي باشا ، ووفقًا للتقليد العائلي فإن الزواج كان في عصر المماليك البرجية أما عن أًصل عشيرة العايد و هي العشيرة التي ينتمي إليها أفراد عائلة أباظة، فإن أصلهم حسب المؤرخين يعود إلي القبائل البدوية التي استقرت في شرق مصر و ذكر البرغوثي في كتابه تاريخ فلسطين ان اصلهم من كفر مصر في مدينة الشرقية في مصر وانهم قيسيو النعرة. حسب ابن خلدون فإن أصلهم من كهلان من قحطان.
مع الوقت بعد الزواج بدأ الناس يفرقون بين أولاد السيدة العايدة و أولاد السيدة الأباظية ، و كانت هذه بداية الانقسام إلي عائلتين متميزتين،وهكذا فإن المؤسسة الأمومية للعائلة التي عرفت باسم "أباظة" نسبة لأصلها ،وقد ضاع اسمها الشخصي في التاريخ.

## التاريخ
شغل العديد من كبار الأسرة في المجلس الذي أنشأه إبراهيم باشا. كما وهبت العائلة المالكة الأباظ بالقرى والأراضي مما سمح لهم بالازدهار. على نطاق واسع، فإن حسن باشا أباظة، يعتبر الأب المؤسس للعائلة، والذي يحمل أباظيون أخرون ألقاب أخرى، مثل الشيخ البغدادي باشا أباظة" الذي عمل مع حسن باشا في مجلس إبراهيم باشا، مما جعل الأباظية العائلة الوحيدة التي تحتل مقعدين في نفس الوقت.
اكتسبت عائلة أباظة تسميتهم من جنسية أمهم زوجة شيخ العايد التي كانت من إقليم أباظيا (أبخازيا) المسلم (الذي تسيطر عليه روسيا وجورجيا الآن) و هي منطقة في القوقاز على ساحل البحر الأسود، وهي موطن الأبخازيين، وهي مجموعة عرقية ذات صلة بالشعب الشركسي. كان الأبخاز واحدة من عدة مجموعات عرقية تعيش في الإمبراطورية الروسية التي غادرت خلال التطهير العرقي للشركس في منتصف القرن التاسع عشر، أخذ الأبخاز - أو تم إعطاؤهم - الاسم الأخير «أباظة». اما عن الشيخ العايد فهو ينحدر من قبيلة العايد، التي أصلها من محافظة الشرقية في مصر.
وكانت في الأباظية زعامة نصف قبيلة العايد شمالي الشرقية، وحتى عهد محمد علي باشا حيث صار الأباظيون من كبار الاقطاعيين. وأصبحوا ذو حظوة عند محمد علي باشا، مؤسس مصر الحديثة، فعندما أنشأ مجلسا استشاريا، جعل فيه اثنين من كبار الإباظية بمصر، وتفتخر الإباظية بأنها أكثر عائلة مصرية نال أفرادها لقب الباشوية.
في إحدى المناسبات، أثناء انضمام الشاب فاروق، طلبت عائلة أباظة من سلطات القصر السماح للقطار الملكي بالتوقف لفترة وجيزة في قريتهم، حتى يتمكن الملك من المشاركة في حفل المرطبات والتي تم تقديمها في خيمة كبيرة مزخرفة أقيمت في محطة القطار.
في عام 2014، رفعت الأسرة دعوى قضائية ضد تلفزيون صدى البلد لإنشاء رسوم كاريكاتورية للأطفال تدعى أباظة، وتم إجبار القناة على وقف بث البرنامج. وفي نفس العام، بثت القناة الفضائية المصرية (سي بي سي 2) فيلمًا وثائقيًا مدته ساعة واحدة عن العائلة.
ويعرف طبق العدس الذي ينسب إلى عائلة أباظة في مصر باسم «عدس أباظي».

## أماكن تواجدهم
معقلهم الرئيسي كان محافظة الشرقية. تم تسمية عدة قرى في دلتا النيل على اسم أفراد من العائلة، ويتركزون بشكل رئيسي حول بلدة كفر أباظة. ولعقود من الزمن، كان للأسرة احتكار سياسي على عدة مناطق. وتنتشر ديارهم من بلاد وكفور العايد بمركز بلبيس إلى مركز الزقازيق، كما لا يخلو مركز بالشرقية من عزبة أو قرية مملوكة لهم، حيث توسعوا في استصلاح الأراضي البور منذ بدايات القرن التاسع عشر. فمن قراهم ونجوعهم على سبيل المثال لا الحصر: قرية أباظة وعزبة عبد الحليم أباظة وعزبة عبد العظيم بك أباظة بمركز فاقوس، وعزبة محمد بك أباظة وعزبة دسوقي أباظة مركز الزقازيق وعزبة بغدادي أباظة مركز منيا القمح بالشرقية وفي عزبة أباظة مركز السنبلاوين وعزبة أحمد باشا أباظة مركز ميت غمر بالدقهلية وغيرها.

## الأعضاء البارزين
اشتهرت العائلة بمساهماتها في الأدب العربي الحديث من خلال أعمال عزيز باشا أباظة وثروت أباظة، بالإضافة إلى الصحافة والنشاط السياسي لفكري باشا أباظة.
ومن بين الأعضاء البارزين الآخرين في الأسرة:
- وجيه أباظة، الذي شغل منصب محافظ في العديد من المحافظات المصرية، منها محافظات الشرقية، القاهرة، البحيرة والغربية. كان وجيه أباظة عضواً نشطاً في حركة الضباط الأحرار التي أطاحت بالملكية المصرية وأجبرت الملك فاروق على التنازل عن العرش في عام 1952.[3]
- إبراهيم دسوقي أباظة. سياسي ووزير سابقا
- محمد ماهر أباظة. وزير الكهرباء والطاقة سابقاً، الوزير الأطول خدمة في التاريخ المصري. ويعود له الفضل في ربط الغالبية العظمى من المناطق الريفية في البلاد بالشبكة الكهربائية.[3]
- أمين أباظة. وزير الزراعة سابقاً
- فكري باشا أباظة. نقيب الصحفيين وعضو مجلس نواب سابقا
- فكري أباظة، ممثل، وهو الشقيق الأصغر للممثل رشدي أباظة.
- محمود أباظة. رئيس حزب الوفد الجديد سابقا
- عزيز أباظة. شاعر، يعد رائد الحركة المسرحية الشعرية بعد أحمد شوقي.
- ثروت أباظة. كاتب وصحفي وروائي، عارض تأميم قناة السويس. كانت روايته الشهيرة، «هارب من الأيام»، والتي حوّلت إلى عمل تلفزيوني في أواخر الستينيات.[16]
- رشدي أباظة. ممثل شارك فيما لا يقل عن 150 فيلماً. والذي رشح لبطولة لورنس العرب، لكن الدور ذهب لعمر الشريف.[5]

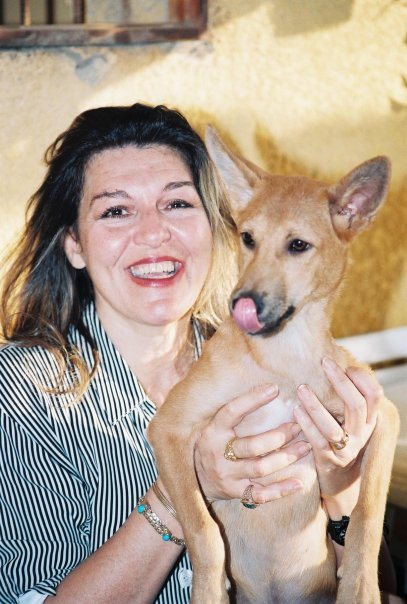
أمينة ثروت أباظة

- أمينة ثروت أباظة، هي ابنة ثروت أباظة، وهي عضو نشط في مجتمع حقوق الحيوان في مصر، بعد أن أسست أول وأكبر منظمة لحقوق الحيوان في البلاد، وهي الجمعية المصرية لرعاية حقوق الحيوان في مصر.[17][18]
- إسماعيل باشا أباظة، عميد الأسرة الأباظية في مصر.
- عثمان أباظة، مخرج إذاعي يعتبر من أهم أوائل المخرجين في الإذاعة المصرية.
- فؤاد أباظة، رجل أعمال مصري، كان مديرًا للجمعية الزراعية الملكية.

في الانتخابات البرلمانية لعام 2015، فاز ثلاثة أعضاء من عائلة أباظة بمقاعد في مجلس النواب، وانتقد البعض ذلك في وسائل الإعلام التي تشير إلى فوزهم «بالوراثة الحاكمة».
- لمياء طارق، ممثلة تمثل بلدها مصر في الكويت التي ولدت وعاشت فيها.
- محمد رؤوف بهجت أباظة، رئيس قسم هندسة الالكترونيات و الأتصالات بالأكاديمية العربية للعلوم و التكنولوجيا و النقل البحرى فرع القرية الذكية.

## صور

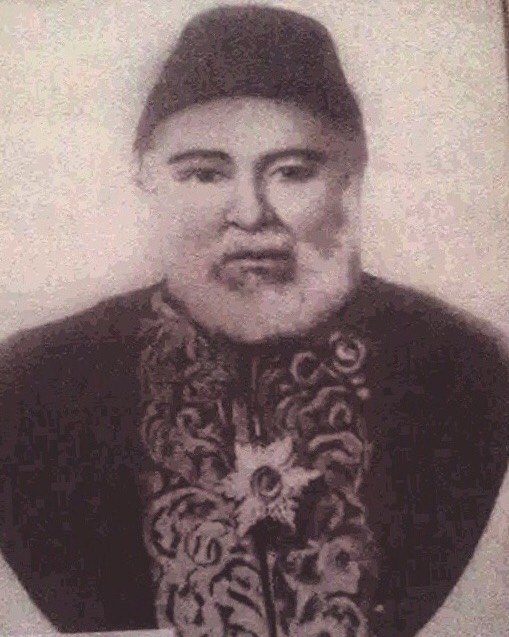
السيد باشا أباظة
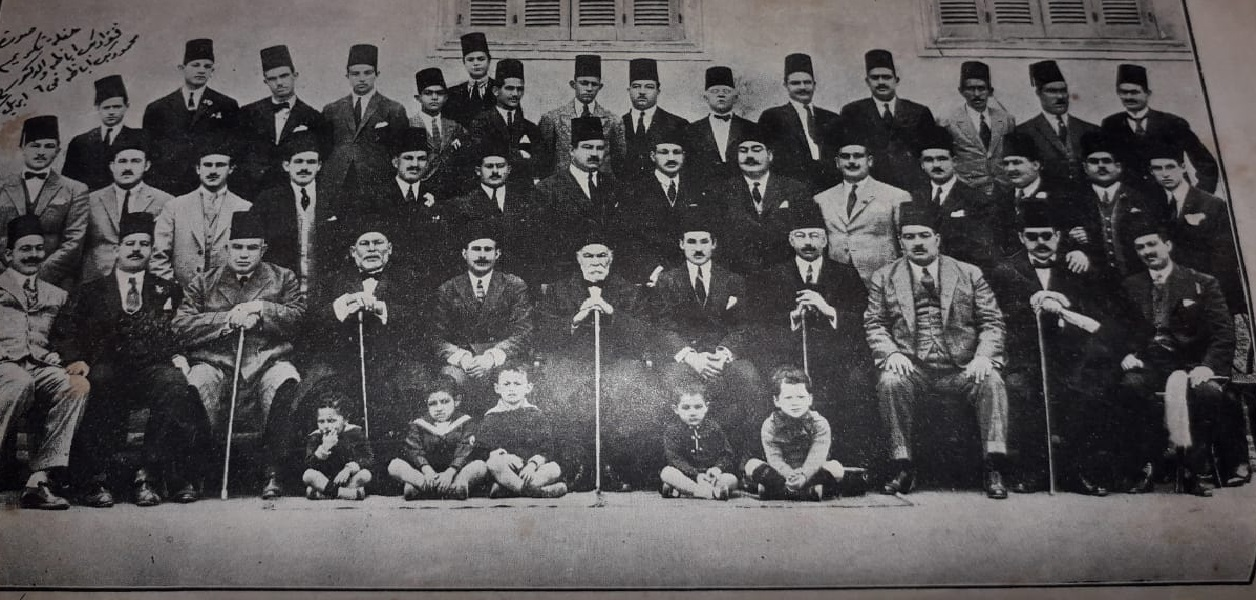
حفل تكريم فؤاد أباظة والدكتور محمود أباظة، 6 إبريل 1923
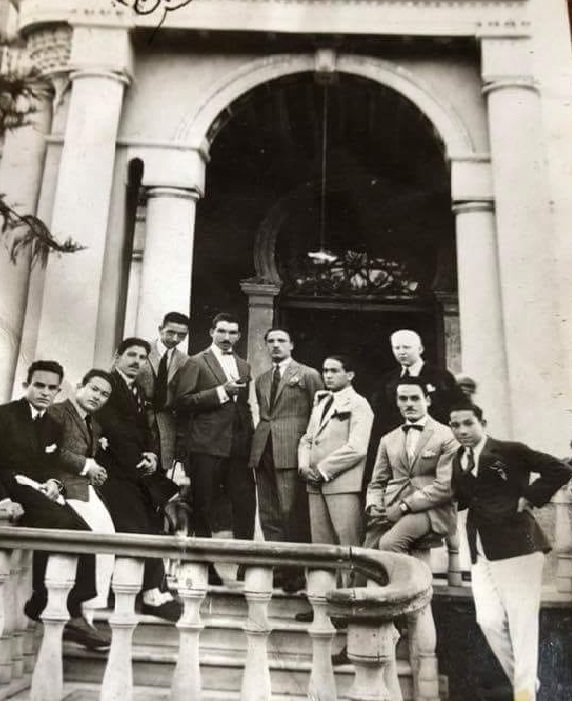
أسرة أباظة الأرستقراطية في قصرهم بالشرقية
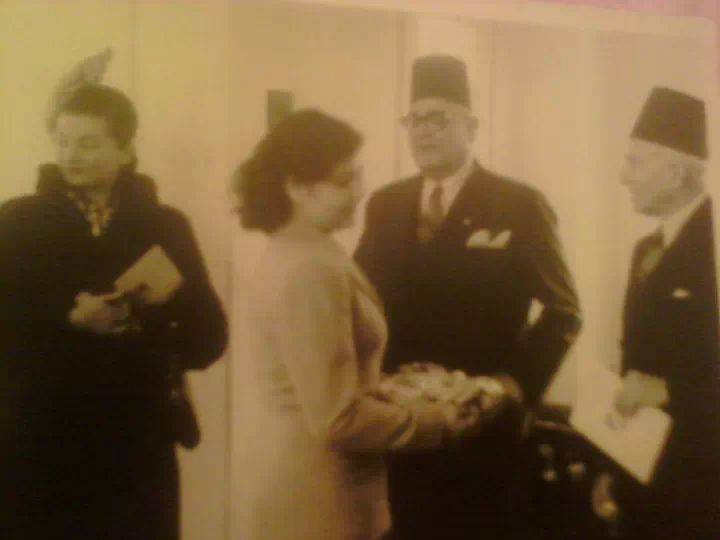
الأميرة المصرية فائقة مع فكري باشا أباظة وفؤاد باشا أباظة
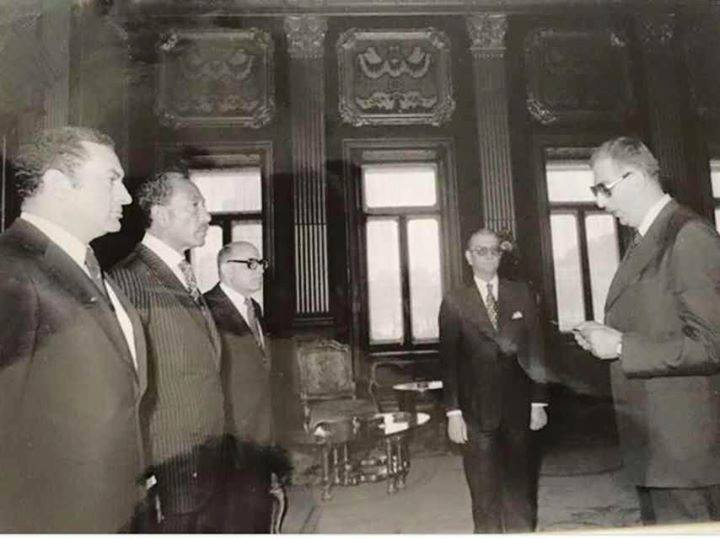
ماهر أباظة يؤدي القسم مع الرئيس أنور السادات ونائب الرئيس حسني مبارك في قصر عابدين
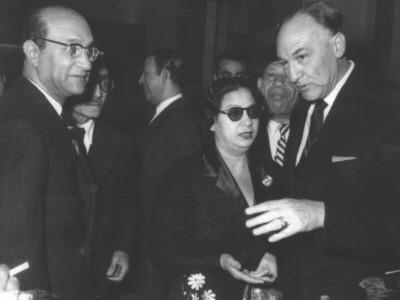
عزيز باشا أباظة مع المطربة أم كلثوم والملحن محمد عبد الوهاب
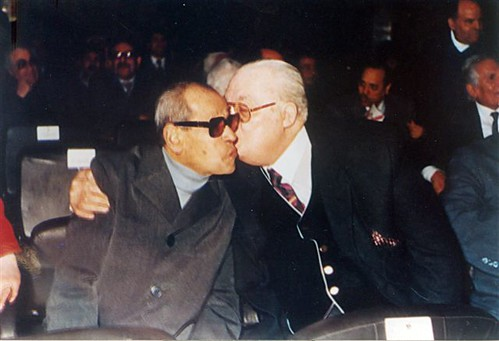
ثروت أباظة مع نجيب محفوظ
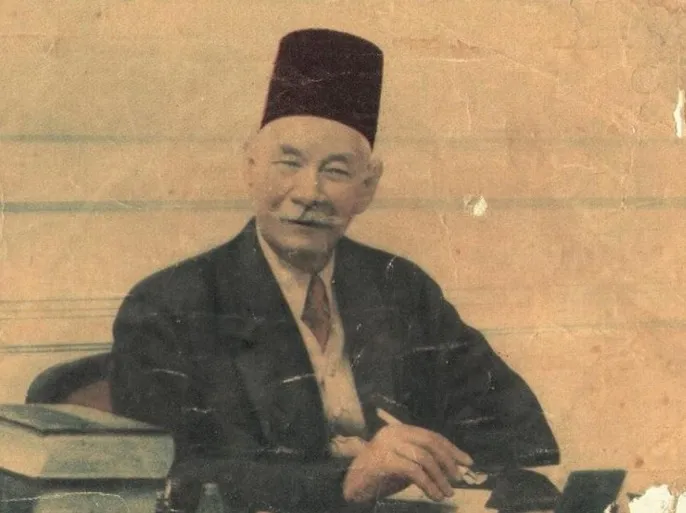
إسماعيل باشا أباظة
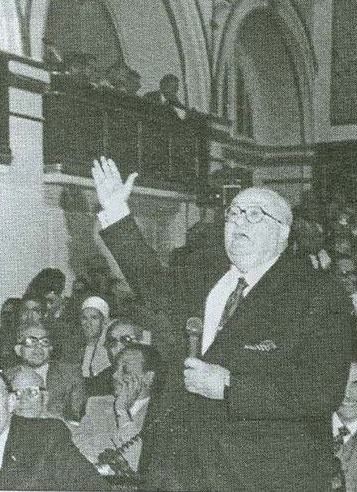
ثروت أباظة يتحدث في مجلس الشورى
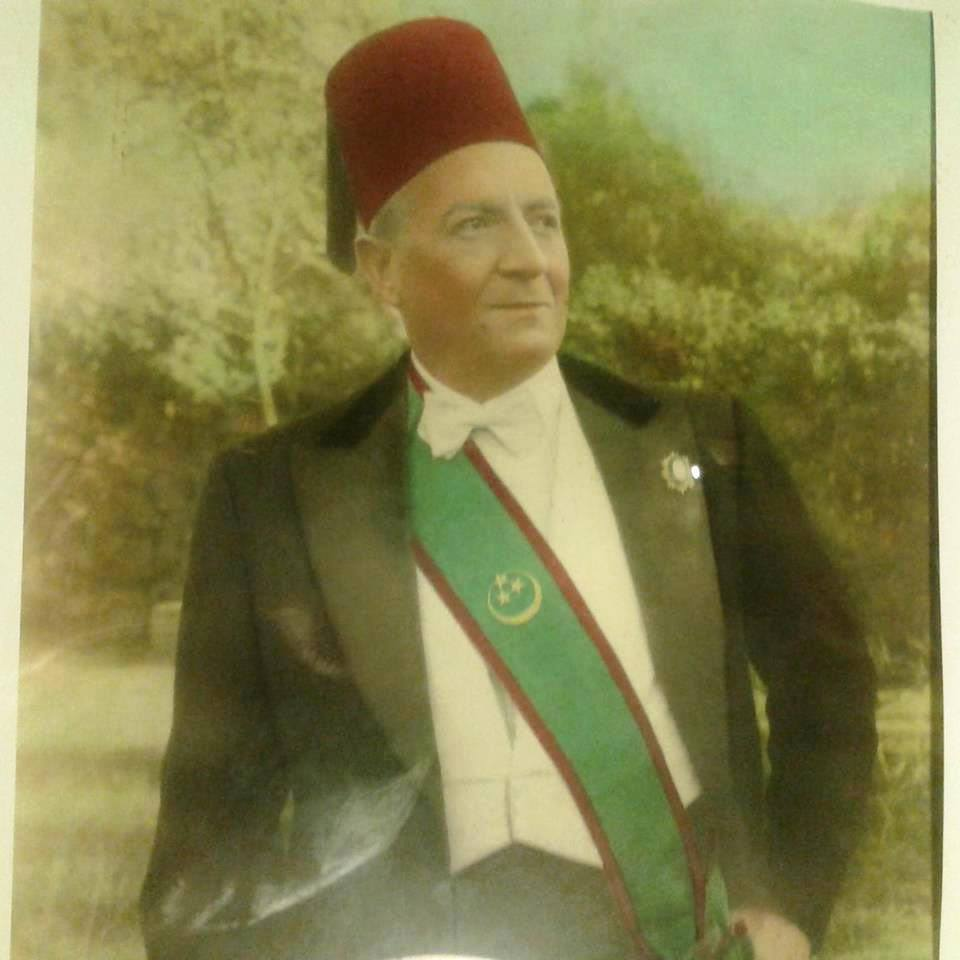
رؤوف بك أباظة
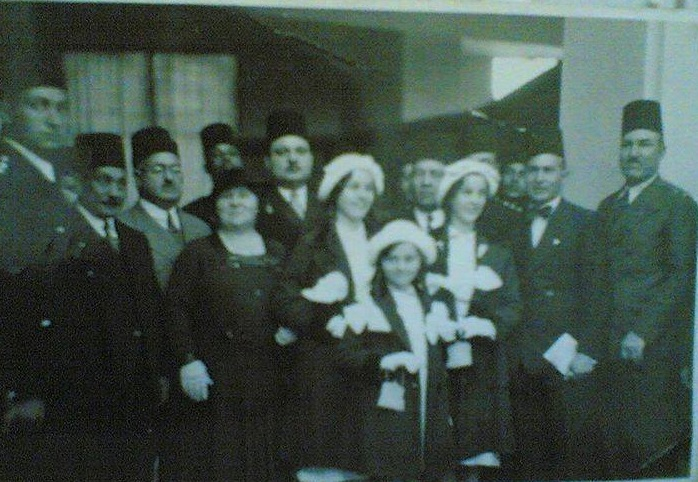
السيد بك أباظة (أقصى اليمين) مع الأخوات الملكيات لفاروق مصر
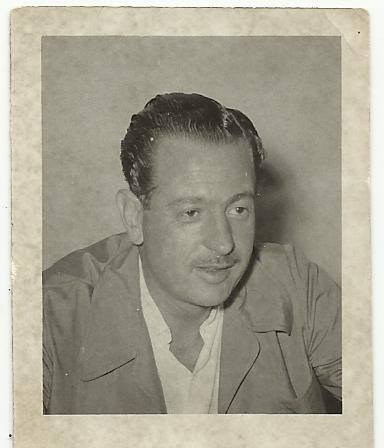
بهجت سليمان عطية بغدادي أباظة وريث عزبة عطية أباظة بالشرقية
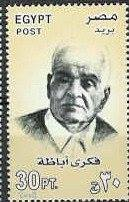
ختم فكري باشا أباظة
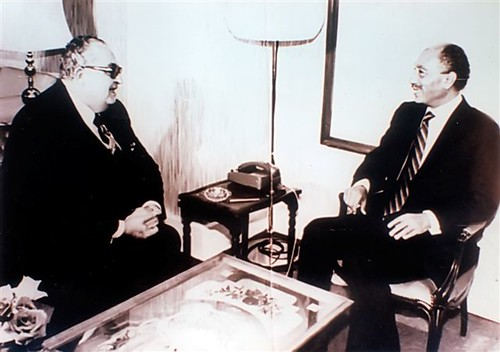
ثروت أباظة والرئيس السادات
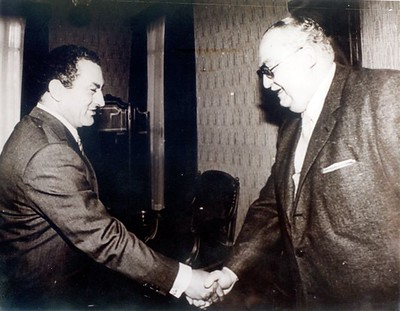
ثروت أباظة والرئيس مبارك

## روابط خارجية
- أرشيف عزيز باشا أباظة بمكتبة الإسكندرية
- Abaza Family Facebook Page
- Mahmoud Abaza Remarks
- Families That Form Egyptian Political Life